# Franciszek Carceller Galindo
Franciszek Carceller Galindo SchP, hiszp. Francisco Carceller Galindo (ur. 3 października 1901 w Forcall, zm. 2 października 1936 w Castellón de la Plana) – hiszpański prezbiter z Zakonu Kleryków Regularnych Ubogich Matki Bożej Szkół Pobożnych, ofiara antykatolickich prześladowań Kościoła katolickiego w czasach hiszpańskiej wojny domowej, zamordowany z nienawiści do wiary łac. odium fidei.

## Życiorys
Pochodził z wielodzietnej katolickiej rodziny zamieszkującej w miejscowości Forcall należącej do diecezji Tortosa. Do postulatu zakonu pijarów w Morella został przyjęty w 1914 roku. Gdy osiągnął pełnoletniość, 10 sierpnia 1918 roku złożył pierwsze śluby zakonne. Profesję uroczystą złożył po ukończeniu formacji zakonnej 8 grudnia 1922 roku w Alella. Przyjął imię zakonne Franciszek od Matki Bożej z Lourdes - (hiszp.) Francisco de Nuestra Señora de Lourdes. Studiował w Irache i Alella. Sakrament święceń kapłańskich otrzymał 19 grudnia 1925 roku w Leridzie. Powołanie realizował w pracy wychowawczej i dydaktycznej z ubogą i zaniedbywaną młodzieżą w placówkach pijarów i Federacji Młodych Chrześcijan na terenie Barcelony. W czasie eskalacji czerwonego terroru 29 sierpnia 1936 roku został aresztowany w domu rodziców. Przez okres kiedy był więziony przygotowywał się do śmierci „największej łaski, którą jest męczeństwo”. Rozstrzelany został 2 października w Castellón de la Plana, mimo iż duszpasterzując nie prowadził działalności politycznej i nie był zaangażowany w wojnę domową, ze względu na stan duchowny.

## Znaczenie
1 października 1995 roku na rzymskim Placu Świętego Piotra papież Jan Paweł II dokonał beatyfikacji czterdziestu pięciu ofiar prześladowań wśród których był Franciszek Carceller Galindo w grupie trzynastu pijarskich męczenników.
W Kościele katolickim dniem wspomnienia liturgicznego każdego z otoczonych kultem jest dies natalis (2 października), razem z grupą błogosławionych współbraci także 22 września. Diecezja Tortosa jest miejscem szczególnego kultu Franciszka Carcellera Galindo.